# كارلو كولودي
كارلو لورينزي (ولد في 24 نوفمبر 1828، وتوفي 26 أكتوبر 1890) عرف باسم الشهرة كارلو كولودي (بالإيطالية: Carlo Collodi)‏ كان أديباً إيطالياً من فلورنسا يشغل أدب الأطفال حيزا كبيرا من حياته. وعرف بين أرباب الأدب بأجادته كتابة روايات الحكاية الخرافية، وذاعت شهرته بعد كتابة رواية مغامرات بينوكيو.

## سيرة حياته
تطوع في أثناء اندلاع حرب الاستقلال الإيطالية في عام 1848 للخدمة في جيش توسكانا. تجلت ميوله السياسية في أعماله الأخيرة وفي صحيفة لمبيون الساخرة. وكانت هذه الصحيفة تصدر على نفقة دوق توسكانا الكبير في عام 1849 ولأسباب ما أوقفت وإعيد نشرها من جديد في عام 1860.
وقد تم ترجمة روايته RACCONTI DE NANE حكايات جنيات ونشرتها دار حورس سنة 2021

## روابط خارجية
- كارلو كولودي على موقع IMDb (الإنجليزية)
- كارلو كولودي على موقع الموسوعة البريطانية (الإنجليزية)
- كارلو كولودي على موقع ألو سيني (الفرنسية)
- كارلو كولودي على موقع ميوزك برينز (الإنجليزية)
- كارلو كولودي على موقع أول موفي (الإنجليزية)
- كارلو كولودي على موقع قاعدة بيانات برودواي على الإنترنت (الإنجليزية)
- كارلو كولودي على موقع قاعدة بيانات برودواي على الإنترنت (الإنجليزية)
- كارلو كولودي على موقع قاعدة بيانات الفيلم (الإنجليزية)
- كارلو كولودي على موقع كينوبويسك (الروسية)